# Cyathobasis fruticulosa
Cyathobasis fruticulosa là loài thực vật có hoa thuộc họ Dền. Loài này được (Bunge) Aellen mô tả khoa học đầu tiên năm 1949.